# ハートフォード侯爵
ハートフォード侯爵（英語: Marquess of Hertford）は、イギリスの侯爵位。
過去に二回創設されており、現存するハートフォード侯爵位はサマセット公爵シーモア家の分流である初代ハートフォード伯爵フランシス・シーモア＝コンウェイが1793年にグレートブリテン貴族爵位として叙されたのに始まる。本稿では前身のハートフォード伯爵位についても触れる。

## 歴史

### 第1期ハートフォード伯
ハートフォード伯爵位の最初の創設は、1138年頃にギルバート・ド・クレア(-1153)がイングランド貴族として叙されたものである。4代ハートフォード伯ギルバート・ド・クレア(?-1230)は、1217年に伯父から5代グロスター伯爵を継承しており、以降ハートフォード伯爵位はグロスター伯爵位と一緒に継承されたが、7代ハートフォード伯・8代グロスター伯ギルバート・ド・クレアが1314年6月24日にバノックバーンの戦いで戦死した際に後継者が絶えて廃絶した。

### 第2期ハートフォード伯と第4期サマセット公
ついでヘンリー8世の三番目の王妃ジェーン・シーモアの兄にあたるエドワード・シーモア (1506–1552) が、1537年10月18日に2期目のハートフォード伯爵位（イングランド貴族）に叙せられた。彼は1547年1月に即位した甥の幼王エドワード6世の摂政として権勢をふるい、1547年2月16日にはサマセット公爵に叙せられた。しかし政敵の初代ノーサンバーランド公爵ジョン・ダドリーとの政争に敗れ、1552年1月22日に大逆罪で処刑され、爵位は剥奪された。

### 第3期ハートフォード伯と第1期ハートフォード侯

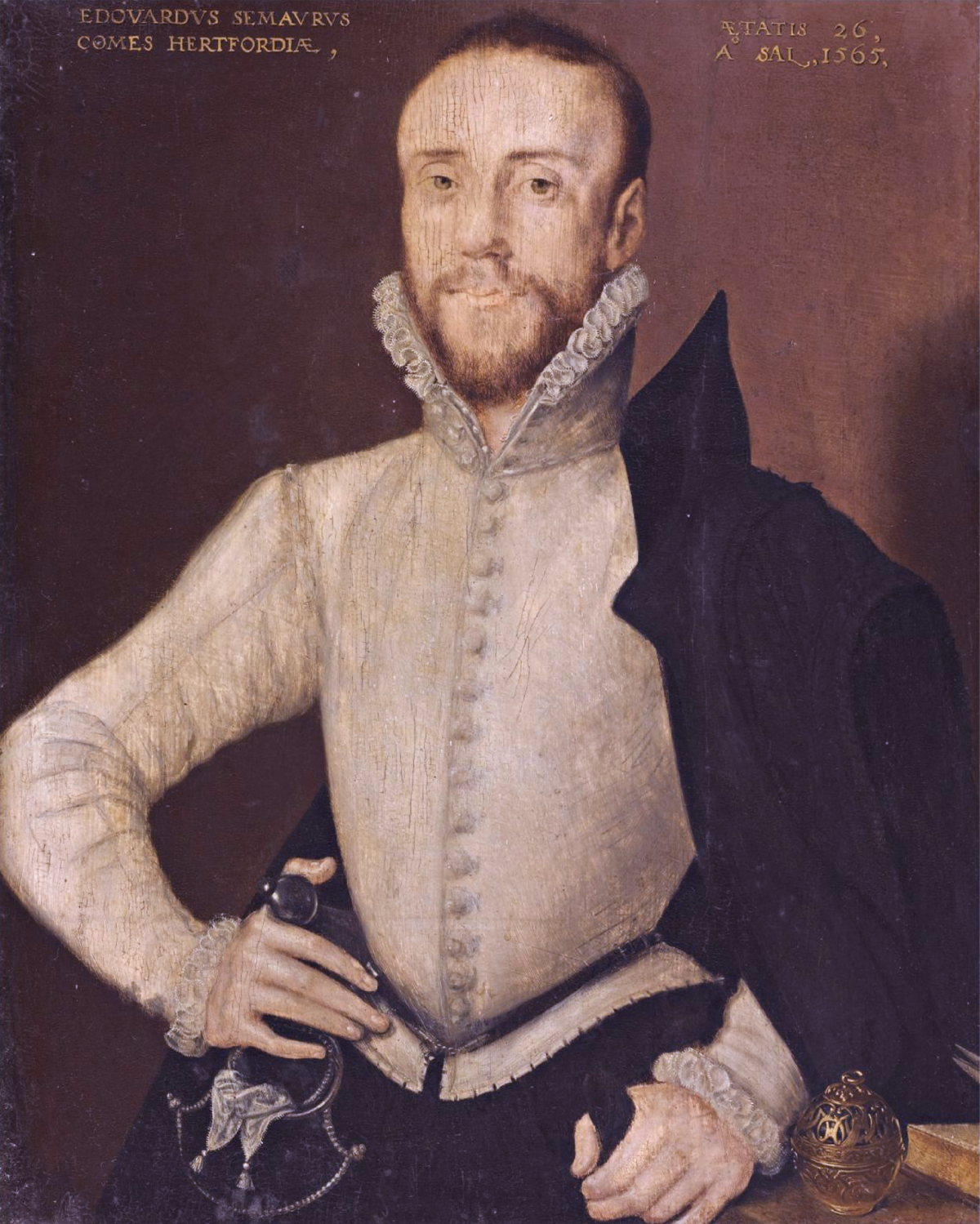
初代伯(第3期)エドワード・シーモア

初代サマセット公の息子であるエドワード・シーモア (1539–1621) が1559年1月13日に新規にハートフォード伯爵に叙されたのが3期目の創設である。
その孫である2代ハートフォード伯ウィリアム・シーモア (1587–1660) は、1640年6月3日にハートフォード侯爵（イングランド貴族）に叙せられ、さらに1660年9月13日には曾祖父の爵位サマセット公爵位の復権を認められている。
しかしこの第1期のハートフォード侯爵位は4代サマセット公ジョン・シーモア (1646以前-1675)（3代ハートフォード侯・4代ハートフォード伯）が死去した際に継承者が絶えて廃絶した。ハートフォード伯位の方も7代サマセット公・7代ハートフォード伯アルジャーノン・シーモア (1684–1750) が死去した際に継承者がなく廃絶している（サマセット公爵位は初代公爵に遡っての分流である第6代準男爵エドワード・シーモアに継承された）。

### 現存の第4期ハートフォード伯と第2期ハートフォード侯
4代準男爵エドワード・シーモア（8代サマセット公を継承する6代準男爵の祖父）が後妻レティシア・ポパムとの間に儲けた次男フランシス・シーモア (1679–1732) は、1699年に母の叔母の嫁ぎ先であるコンウェイ子爵（コンウェイ伯爵）コンウェイ家の家名を加えて「シーモア＝コンウェイ (Seymour-Conway) 」と改名した。そして庶民院議員を務めた後の1703年3月17日にラグリーのコンウェイ男爵（イングランド貴族）、1712年10月16日にコンウェイ＝キルルター男爵（アイルランド貴族）に叙せられた。
その息子である第2代コンウェイ男爵フランシス・シーモア＝コンウェイ (1718–1794) は、駐フランス大使やアイルランド総督などを務め、1750年8月3日にハートフォード伯爵とビーチャム子爵、1793年7月5日にハートフォード侯爵とヤーマス伯爵に叙せられた（すべてグレートブリテン貴族）。これによりハートフォード侯爵家が生まれ、以降彼の男系男子によって継承されていく。
初代侯の息子である2代侯フランシス (1743–1822) は、1807年に勅許を得て後妻の家名を加えて「イングラム＝シーモア＝コンウェイ (Ingram-Seymour-Conway) 」に改姓している。しかしその息子である3代侯フランシス(1777–1842) は改姓していない。
3代候の息子である4代侯リチャード(1800–1870) には子供が非嫡出子リチャード・ウォレスしかなく、爵位を継承させられなかった（リチャード・ウォレスは新規で準男爵に叙せられている）。しかし4代侯は集めた美術品の多くをこの非嫡出子に遺しており、これらはウォレス・コレクションと呼ばれた。
一方ハートフォード侯爵位は初代侯にさかのぼっての分流であり、コンウェイを家名にしていないフランシス・シーモア(1812–1884) に継承された。
その孫である7代侯ジョージ(1871–1940) はエドワード・シーモア(1860-1931) が1923年に第16代サマセット公爵位を継承した際に、エドワードの曽祖父とその妻は正規の結婚関係ではなく、したがってエドワードは庶子の子孫にあたるのでサマセット公爵位の継承権がなく、公爵位を継ぐべきは自分であると主張した。この論争と調査は長く続き、貴族院にも持ち込まれたが、2年後にハートフォード侯の主張は退けられ、エドワードの16代サマセット公爵位継承が確定している。
2016年現在の当主はその孫である9代侯ヘンリー・シーモア(1958-)である。
本邸はウォリックシャー・オルスターのラグリー・ホール。家訓は「信頼と愛によって (Fide et Amore) 」

## 現当主の保有爵位
現当主の第9代ハートフォード侯爵ヘンリー・シーモアは以下の爵位を保有している。
- 第9代ハートフォード侯爵 (9th Marquess of Hertford)
(1793年7月5日の勅許状によるグレートブリテン貴族爵位)
- 第9代ハートフォード伯爵 (9th Earl of Hertford)
(1750年8月3日の勅許状によるグレートブリテン貴族爵位)
- ノーフォーク州における第9代ヤーマス伯爵（英語版） (9th Earl of Yarmouth in the County of Norfolk)
(1793年7月5日の勅許状によるグレートブリテン貴族爵位) ※法定推定相続人の儀礼称号
- 第9代ビーチャム子爵 (9th Viscount Beauchamp)
(1750年8月3日の勅許状によるグレートブリテン貴族爵位)
- ウォリック州におけるラグリーの第10代コンウェイ男爵 (10th Baron Conway, of Ragley in the County of Warwick)
(1703年3月17日の勅許状によるイングランド貴族爵位)
- アントリム県におけるキルルターの第10代コンウェイ＝キルルター男爵 (10th Baron Conway and Killultagh, of Killultagh in the County of Antrim)
(1712年10月16日の勅許状によるアイルランド貴族爵位)

## 一覧

### ハートフォード伯 第1期 (1138年)
- 初代ハートフォード伯ギルバート・ド・クレア（英語版） (-1153)
- 2代ハートフォード伯ロジャー・ド・クレア（英語版） (-1173)
- 3代ハートフォード伯リチャード・ド・クレア（英語版） (-1217)
- 4代ハートフォード伯・5代グロスター伯ギルバート・ド・クレア (-1230)
  - 1218年にグロスター伯爵を継承。
- 5代ハートフォード伯・6代グロスター伯リチャード・ド・クレア (1222–1262)
- 6代ハートフォード伯・7代グロスター伯ギルバート・ド・クレア (1243–1295)
- 7代ハートフォード伯・8代グロスター伯ギルバート・ド・クレア（英語版） (1291–1314)
  - 彼の死とともに廃絶

### ハートフォード伯 (第2期;1537年)

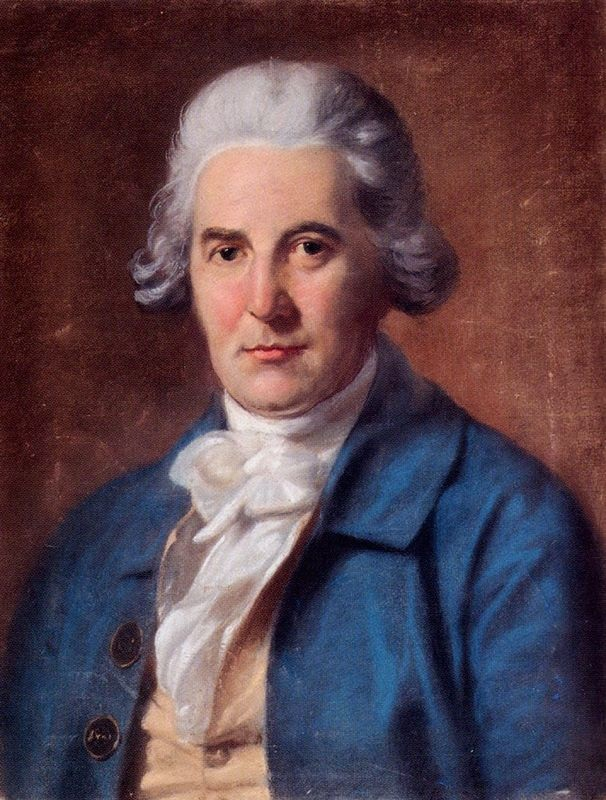
初代ハートフォード侯フランシス・シーモア＝コンウェイ

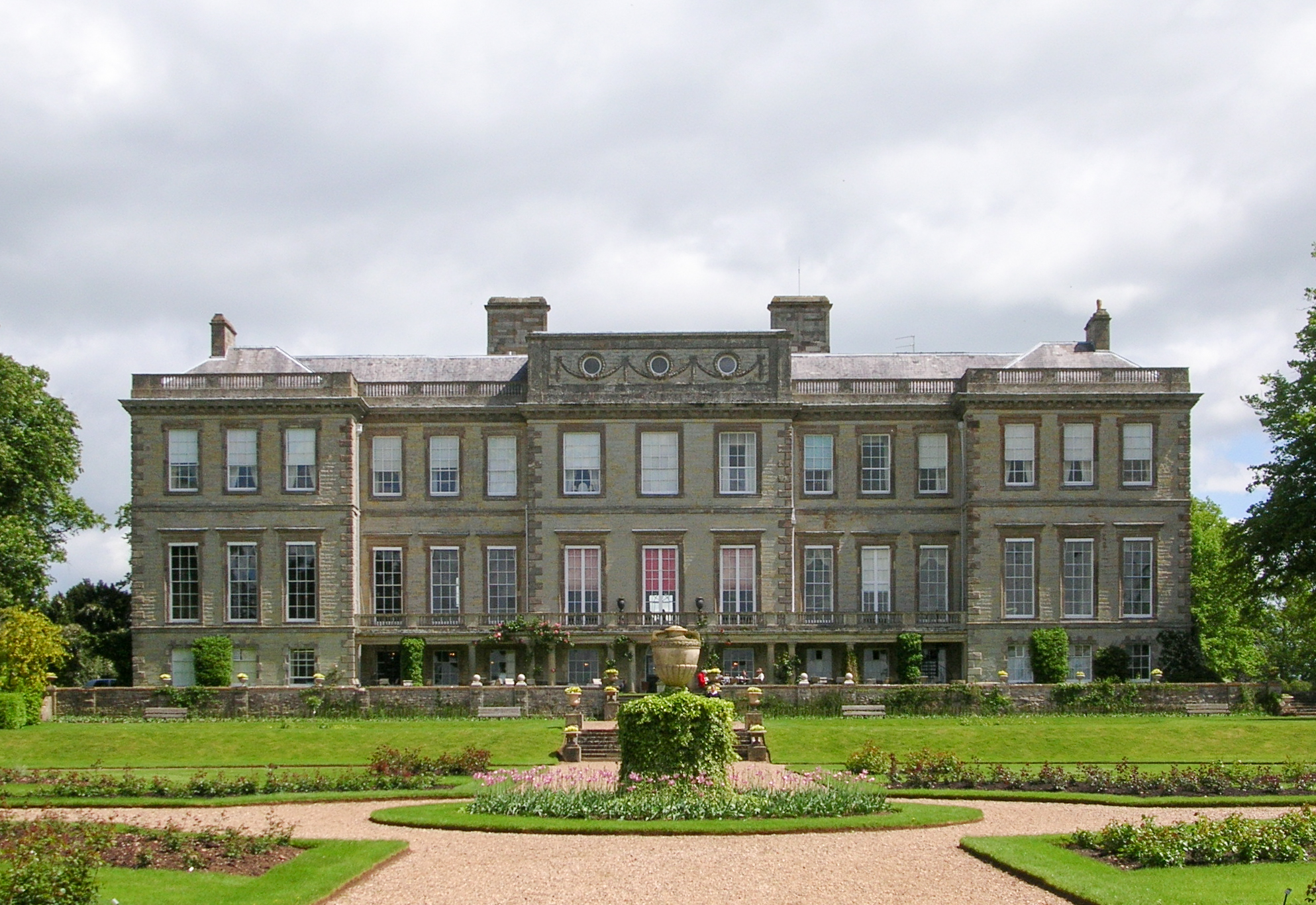
侯爵家邸宅であるラグリー・ホール

- 初代サマセット公・初代ハートフォード伯エドワード・シーモア (1506–1552)
  - 1552年に処刑・爵位剥奪

### ハートフォード伯 (第3期:1559年)
- 初代ハートフォード伯エドワード・シーモア (1539–1621)
- 2代ハートフォード伯ウィリアム・シーモア (1587–1660) 
  - 1641年にハートフォード侯(第1期)に叙され、1660年にサマセット公爵位に復権

### ハートフォード侯 (第1期;1641年)
- 2代サマセット公・初代ハートフォード侯・2代ハートフォード伯ウィリアム・シーモア (1587–1660)
- 3代サマセット公・2代ハートフォード侯・3代ハートフォード伯ウィリアム・シーモア (1651–1671)
- 4代サマセット公・3代ハートフォード侯・4代ハートフォード伯ジョン・シーモア (-1675) 
  - 1675年の彼の死とともにハートフォード侯位(第1期)廃絶

### ハートフォード伯 (第3期 :1559年)
- 5代サマセット公・5代ハートフォード伯フランシス・シーモア (1658–1678)
- 6代サマセット公・6代ハートフォード伯チャールズ・シーモア (1662–1748)
- 7代サマセット公・7代ハートフォード伯アルジャーノン・シーモア (1684–1750)
  - 1750年にハートフォード伯(第3期)廃絶

### コンウェイ男爵 (第2期;1703年)
- 初代コンウェイ男爵フランシス・シーモア＝コンウェイ (1679–1732)
- 2代コンウェイ男爵フランシス・シーモア＝コンウェイ (1718–1794) 
  - 1750年にハートフォード伯(第4期)、1793年にハートフォード侯爵(第2期)に叙される

### ハートフォード伯 (第4期;1750年)
- 初代ハートフォード伯フランシス・シーモア＝コンウェイ (1718–1794)
  - 1793年にハートフォード侯爵(第2期)に叙される

### ハートフォード侯 (第2期 ;1793年)
- 初代ハートフォード侯フランシス・シーモア＝コンウェイ (1718–1794)
- 2代ハートフォード侯フランシス・イングラム＝シーモア＝コンウェイ (1743–1822)
- 3代ハートフォード侯フランシス・チャールズ・シーモア＝コンウェイ（英語版） (1777–1842)
- 4代ハートフォード侯リチャード・シーモア＝コンウェイ（英語版） (1800–1870)
- 5代ハートフォード侯フランシス・ヒュー・ジョージ・シーモア（英語版） (1812–1884)
- 6代ハートフォード侯ヒュー・ド・グレイ・シーモア（英語版） (1843–1912)
- 7代ハートフォード侯ジョージ・フランシス・アレグザンダー・シーモア（英語版） (1871–1940)
- 8代ハートフォード侯ヒュー・エドワード・コンウェイ・シーモア（英語版） (1930–1997)
- 9代ハートフォード侯ヘンリー・ジョスリン・シーモア（英語版） (1958-)
  - 法定推定相続人は現当主の長男ヤーマス伯爵(儀礼称号)ウィリアム・フランシス・シーモア(1993-)